# Albert Reinhold Harmes
Albert Reinhold Harmes (* 4. März 1800 in Minden; † 15. Dezember 1859 in Berlin) war ein preußischer Generalmajor.

## Leben

### Herkunft und Familie
Albert Reinholds Vater war Dr. med. in der ostwestfälischen Stadt Minden, damals noch preußische Festung, seine Mutter war Johanna Lisette, geborene Jochmus. Er vermählte sich 1837 mit Veronika Lafleur (1811–1864).

### Werdegang
Harmes trat als Freiwilliger Jäger 1815 in das Minden-Ravensberger Jägerdetachement ein, avancierte im selben Jahr noch zum Portepeefähnrich im 1. Westpreußische Infanterieregiment und 1817 zum Sekondeleutnant. Im Jahr 1832 stieg er zum Premierleutnant auf. Mit seiner Beförderung zum Kapitän wurde er auch Kompaniechef im 3. Infanterie-Regiment. 1845 stieg er zum Major und Kommandeur des II. Bataillons im 11. Landwehr-Regiment auf. Harmes wechselte 1848 zum 10. Infanterie-Regiment und wurde 1851 Direktor der Divisionsschule der 11. Division. Sein Aufstieg zum Oberstleutnant war mit dem Wechsel ins 19. Infanterie-Regiment verbunden. 1854 wurde er Kommandeur des 22. Infanterie-Regiments und avancierte zum Oberst. Seinen Abschied hat Harmes 1857 als Generalmajor mit Pension erhalten und wurde im selben Jahr mit Pension zur Disposition gestellt. Er wurde 1859 auf dem alten Garnisonfriedhof im Berliner Stadtteil Mitte beigesetzt.